# Rampazzo
Rampazzo is een plaats (frazione) in de Italiaanse gemeente Camisano Vicentino.